# Jägerkaserne (Bückeburg)
Die Jägerkaserne ist eine teilweise denkmalgeschützte Kasernenanlage in Bückeburg, Niedersachsen. Sie wurde ab 1867 errichtet und ist damit eine der ältesten Liegenschaften, die die Bundeswehr derzeit nutzt. Eigentümer ist seit 2012 die Bundesanstalt für Immobilienaufgaben (BImA), die das Areal und die Gebäude seit diesem Zeitpunkt an die Bundeswehr vermietet. Die Kaserne liegt etwa einen Kilometer östlich des Stadtzentrums und etwa drei Kilometer südwestlich des Heeresflugplatzes Bückeburg an der Ulmenallee.

## Baudenkmalgruppe
Die Anlage steht nach dem niedersächsischen Denkmalgesetz als Baudenkmalgruppe in großen Teilen unter Denkmalschutz. Folgende Gebäude gehören zur Baudenkmalgruppe Jägerkaserne Ulmenallee 13 a:
- Gefallenendenkmal
- Stabsgebäude
- Hauptgebäude
- Offizierskasino
- Handwerkerhaus
- Festhalle
- 2 Kasernengebäude

## Geschichte
Unter Adolf I. Georg begann 1867 zwischen der Ulmenallee und der Bergdorfer Straße der Bau der Kaserne, der 1871 abgeschlossen wurde. Die Liegenschaft wurde Quartier des Westfälischen Jäger-Bataillons Nr. 7 („Bückeburger Jäger“) und erhielt demzufolge den Namen „Jägerkaserne“.
Zur Zeit der Reichswehr war der Stab des III. Bataillons sowie die 11. und 12. Kompanie des 18. Infanterieregiments dort untergebracht, die die Tradition der Jäger übernommen hatten. Seit 1935 bis zum Beginn des Zweiten Weltkrieges war in ihr das III. Bataillon des Infanterieregiments 58 der Wehrmacht stationiert, das der 6. Infanterie-Division unterstellt war und das ebenfalls die Tradition sowie den Namen „Bückeburger Jäger“ weiterführte.
Ende 1944 flogen die Alliierten mehrere Bombenangriffe gegen die Jägerkaserne. Bei diesen fehlgeschlagenen Angriffen wurden mehrere Menschen getötet und Wohnhäuser sowie Nebengebäude der Kaserne getroffen. Am 8. April 1945 wurde die Kaserne von US-amerikanischen Truppen eingenommen und später von britischen Truppen übernommen. Bis März 1957 räumten die britischen Truppen die Kaserne und übergaben sie an die Bundesrepublik Deutschland. Ab dem 23. März 1957 wurde die Kaserne vom Luftwaffenausbildungsregiment 4 der Bundeswehr bezogen, das jedoch schon zwei Jahre später die Anlage wieder verließ. Stattdessen verlegte das Sanitätsbataillon 1 von Bad Eilsen in die Jägerkaserne, wo es bis mindestens 1967 verblieb.
Maßgeblich für die Kasernennutzung wie für die Bedeutung von Bückeburg als Bundeswehrstandort überhaupt wurde jedoch die Etablierung der Heeresfliegerwaffenschule (HflgWaS) ab Anfang 1960, zunächst auf dem Fliegerhorst in Achum und seit 1963 mit der Aufstellung der Lehrgruppe B zudem in der Jägerkaserne. Daran hat sich auch unter der Nachfolgeorganisation der HflgWaS seit 2015, dem Internationalen Hubschrauberausbildungszentrum, im Wesentlichen nichts verändert. Im Oktober 2020 kam zudem noch das neu aufgestellte Kommando Hubschrauber als oberste Führungsebene aller Heeresfliegertruppen hinzu, das seine Dienststelle im Stabsgebäude der Jägerkaserne bezog.
Zwischen 1985 und 1992 wurde die Liegenschaft um einen Neubau für die Heeresfliegerwaffenschule mit Fernmeldezentrum und Kegelbahn erweitert. Das Projekt wurde durch das Architektenbüro Pax und Hadamczik im Auftrag des Staatsbauamts Bückeburg durchgeführt.
Das Offizierskasino wird durch Deutschlands älteste Offizierheimgesellschaft, die Offizierheimgesellschaft Bückeburg Jägerkaserne e.V. betrieben.
Auf Ersuchen der Kommune wurden 2015 Teile der Kaserne, im Sinne der Amtshilfe zur befristeten Mitnutzung, für die Flüchtlingshilfe zur Verfügung gestellt. Dazu wurde zeitweise eine Mehrzweckhalle errichtet, um ca. 250 Flüchtlinge aufnehmen zu können.
Nach dem Stationierungskonzept 2011 sollte die Nutzung der durch die Bundeswehr intern auch als Jäger-Kaserne Bückeburg bezeichneten Liegenschaft beendet werden. Die stationierten Teile der damaligen Heeresfliegerwaffenschule sollten auf den Heeresflugplatz Celle verlegt werden. Im August 2019 gab das Bundesministerium der Verteidigung jedoch bekannt, dass die Liegenschaft im Rahmen der „Trendwenden Personal und Material“ weiter genutzt wird.

## Vorfälle
Aufzeichnungen des Arbeiter und Soldatenrats Bückeburg und seines Vorsitzenden Georg Schrader zufolge, sollen am 11. November 1918 Soldaten in der Kaserne versucht haben, sich widerrechtlich Zeugs anzueignen.
Im Februar 1919 versuchten Mitglieder des Bückeburger Soldatenrats, beschlagnahmte Lebensmittel im großen Stil per Bahn zu verschieben, was durch Bückeburger Bürger verhindert wurde.
2012 behauptete eine Soldatin, auf dem Kasernengelände überfallen, vergewaltigt und anschließend in einen Spind gesperrt worden zu sein. Informationen aus dem Kreise der Ermittler und Untersuchungen der Feldjäger legten nahe, dass die geschilderten Vorfälle und Beweise vorgetäuscht wurden. Im August 2013 stellte die Staatsanwaltschaft die Ermittlungen wegen fehlenden Tatverdachts ein.